# República Popular de la Xina
La República Popular de la Xina (en xinès simplificat: 中华人民共和国, en xinès tradicional: 中華人民共和國, en pinyin: Zhōnghuá Rénmín Gònghéguó  pronunciació (?·pàg.)), o simplement la Xina, és l'estat més extens de l'Àsia oriental i el tercer més extens del món. Amb una població de més de 1.400 milions d'habitants, és el segon país més poblat del món, superat en abril de 2023 per la Índia.
Situat a l'est d'Àsia, agrupa la major part dels territoris tradicionals de la Xina antiga, i alguns altres d'incorporats, com ara el Tibet. La seva extensió és de 9.561.000 km² i els seus límits terrestres són: a l'est, Corea del Nord; al nord-est, Rússia; al nord, Mongòlia i un altre tros de frontera amb Rússia; al nord-oest, el Kazakhstan, el Kirguizstan i el Tadjikistan; a l'oest, l'Afganistan, el Pakistan i l'Índia; al sud-oest, el Nepal, Bhutan i altre cop l'Índia; al sud, Myanmar, Laos i el Vietnam. Pel que fa als límits marítims, a l'oest la mar Groga separa la Xina de Corea del Sud, i la mar de la Xina Oriental la separa del Japó; al sud-oest, l'estret de Taiwan la separa de la República de la Xina, i la mar de la Xina Meridional ho fa de les Filipines, Brunei, Malàisia i Indonèsia.
Les ciutats més importants són: Pequín (la capital) i Xangai, totes dues amb més de deu milions d'habitants. Una quarantena de ciutats més passen del milió d'habitants, entre les quals destaquen, com a més poblades, Guangzhou, Shenzhen, Tianjin, Chongqing i Hong Kong. Les antigues colònies europees en territori xinès, Hong Kong i Macau, tornen a estar sota jurisdicció de la República Popular de la Xina.
El Partit Comunista de la Xina (PCX) ha encapçalat el govern de la República Popular de la Xina sota un sistema unipartidista des de l'establiment de l'estat socialista el 1949. Encara que va tenir uns inicis socialistes, durant les passades tres dècades s'hi ha privatitzat considerablement l'economia; ara bé, l'Estat en conserva un control polític significatiu, especialment pel que fa a les empreses estatals i al sector bancari.
La República Popular de la Xina disputa, des de la fi de la revolució, la sobirania de Taiwan. El rival del PCX, durant la Guerra Civil Xinesa, el Kuomintang (KMT), es va refugiar a Taiwan i a les illes properes, després de la seva derrota en el 1949, reivindicant la legitimitat del seu govern sobre la Xina continental, Mongòlia i Tuva, com a República de la Xina. El terme la Xina Continental, es fa servir amb freqüència per designar les àrees sota el control del PCX, però sovint n'exclou les dues regions administratives especials de Hong Kong i Macau. La República Popular, que no ha controlat mai Taiwan, considera l'illa com la seva 23a província i no reconeix la legitimitat de la República de la Xina, coneguda també com la "Xina nacionalista", en contraposició amb la "Xina comunista", també anomenada la "Xina roja".
Atesa la seva gran població, la seva economia creixent, i les inversions en recerca i desenvolupament, la Xina és considerada com una superpotència emergent. Té el tercer producte interior brut més gran del món en termes nominals (el segon més gran en paritat de poder adquisitiu). La Xina és membre permanent del Consell de Seguretat de les Nacions Unides i membre de la Cooperació Econòmica de l'Àsia-Pacífic. Tanmateix, la Xina s'enfronta a nombrosos problemes econòmics, com ara una creixent població envellida, una gran disparitat entre les rendes de les poblacions rural i urbana, i la ràpida degradació ambiental.
La Xina té un paper molt important en el comerç internacional. És el consumidor més gran d'acer i formigó, en consumir un terç de l'oferta mundial del primer, i la meitat del segon. De tots els productes, la Xina és el tercer importador més gran del món i el segon exportador, ja que es beneficia d'una mà d'obra barata i una moneda sotavaluada.
La seva economia és una de les considerades internacionalment com BRIC.

## Geografia física
La República Popular de la Xina (RPX) és el segon país més extens de l'Àsia, després de Rússia, i el tercer o quart més extens del món. La incertesa quant a la seva superfície és deguda a les disputes territorials entre la Xina i l'Índia, concretament Aksai Chin i l'extensió Trans-Karakoram, i als mètodes utilitzats per calcular la superfície dels Estats Units. La Xina té fronteres polítiques amb catorze països: Vietnam, Laos, Birmània, l'Índia, Bhutan, el Nepal, el Pakistan (en el territori disputat per l'Índia del Caixmir), l'Afganistan, el Tadjikistan, el Kirguizstan, el Kazakhstan, Rússia, Mongòlia i Corea del Nord.

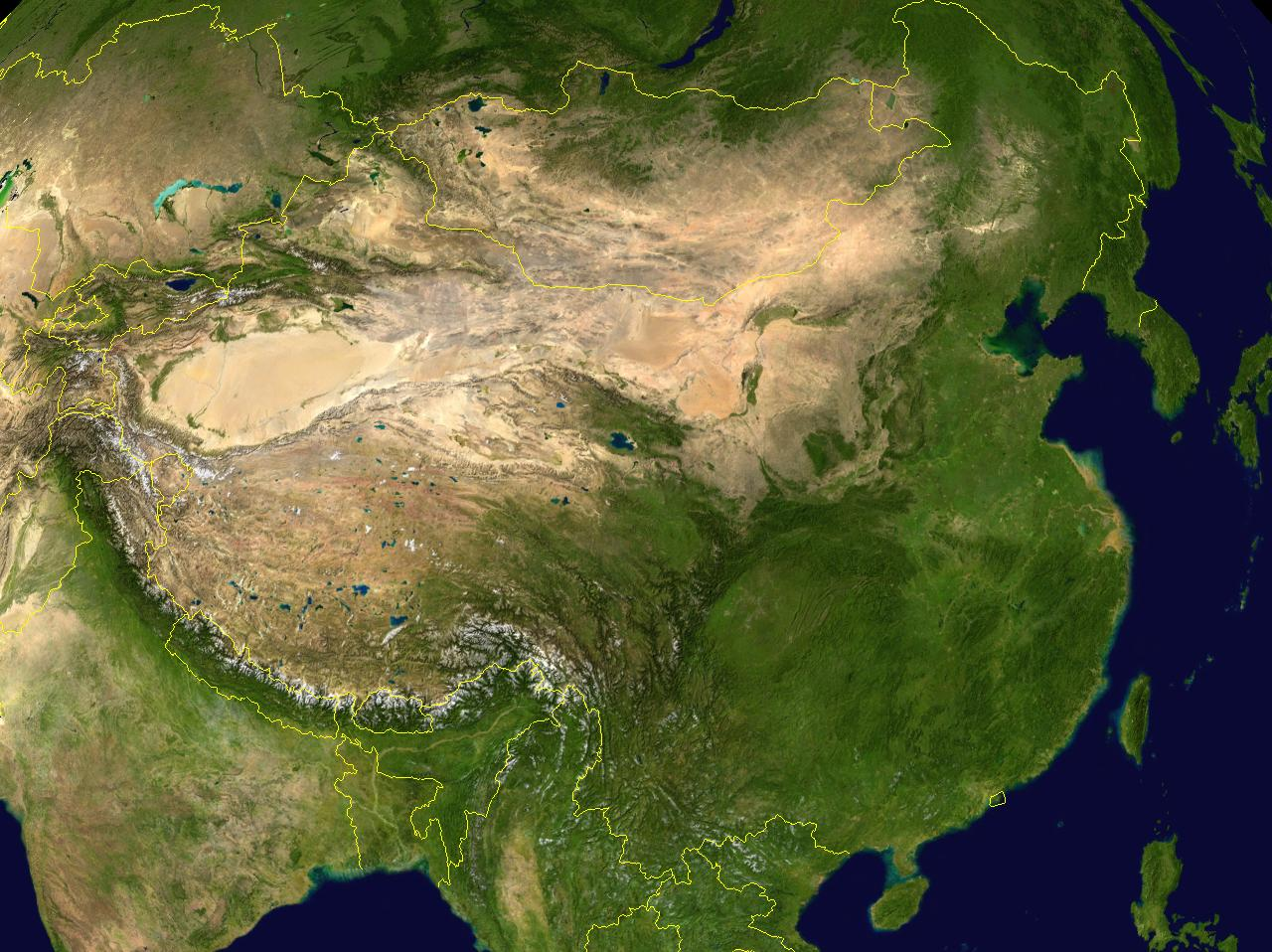
Foto de satèl·lit de la Xina

Atesa la seva extensió territorial la Xina conté una gran varietat de paisatges i zones climàtiques. A l'est, al llarg de la costa de la mar Groga i de la mar de la Xina Oriental, hi ha planes al·luvials amb una alta densitat de població. La zona costanera de la mar de la Xina Meridional és més muntanyenca i al sud de la Xina domina l'orografia de petites serralades. Al centre de l'àrea oriental hi són els deltes dels rius més grans: el riu Groc i el Yangzi. Altres rius importants són el Riu de les Perles, el Mekong, el Brahmputra, l'Amur, el Huai He i el Xi Jiang.
A l'oest dominen les grans serralades, sobretot l'Himàlaia, el punt més alt de la qual és el munt Everest, i pels altiplans que caracteritzen la major part del paisatge àrid dels deserts del Takla-Makan i el Gobi. Atesa la sequera i les pràctiques agrícoles perjudicials, les tempestes de sorra són comunes durant la primavera. L'expansió del desert de Gobi és la causa principal d'aquestes tempestes que afecten el nord-est xinès, i fins i tot Corea i el Japó.
Tot i les polítiques i regulacions ambientals aprovades des de 1979, el medi ambient a la Xina continua deteriorant-se, ja que les comunitats cerquen el desenvolupament econòmic sovint a costa de l'ambient. A més, encara que la Xina ha ratificat el Protocol de Kyoto, com a país en vies de desenvolupament no té cap limitació a les seves emissions de carbó. Atesa la seva ràpida industrialització, la Xina s'està convertint en un dels emissors més grans de gasos de carboni que contribueixen a l'escalfament global.

## Política i govern

### Estructura política

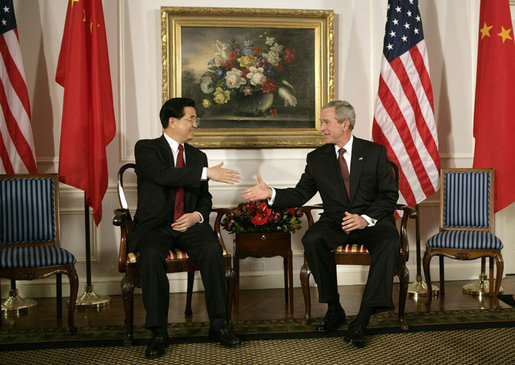
L'expresident xinès Hu Jintao i l'expresident estatunidenc George W. Bush

El govern de la República Popular de la Xina ha estat descrit per diversos politòlegs com a autoritari amb restriccions severes en moltes àrees sobretot en la llibertat d'expressió, la llibertat d'assemblea, els drets reproductius i la llibertat de religió. Tot i així, i arran de les reformes de finals de la dècada de 1970 que van posar fi a les polítiques de "portes tancades", l'ambient polític i social és molt menys restrictiu, però no pot ser considerat democràtic.
La quarta constitució de la República Popular de la Xina, vigent des de 1982, atorga tot el poder legislatiu al Congrés Nacional Popular, integrat per més de 3.000 membres, elegits indirectament per períodes de cinc anys per les províncies, les regions autònomes i els municipis, i al Comitè Permanent. El poder executiu és exercit per un Consell d'Estat, integrat pel primer ministre i els ministres de govern. El Congrés Nacional també designa el president de la República. Tot i així, tot el poder polític rau en el Partit Comunista Xinès (PCX), garantit per la mateixa constitució. El PCX és l'única organització política permesa, tot i que en l'actualitat n'hi ha d'altres, molt petites, conegudes com a "partits democràtics" a la Xina, que participen en la Conferència Consultiva Política Popular. El Comitè Central, del PCX, elegeix un politburó de vint-i-dos membres i designa els candidats a les eleccions locals.
Totes les eleccions xineses es fan per sufragi directe, permès a tots els ciutadans majors de 18 anys i que no han estat privats dels seus drets polítics.

### Organització territorial

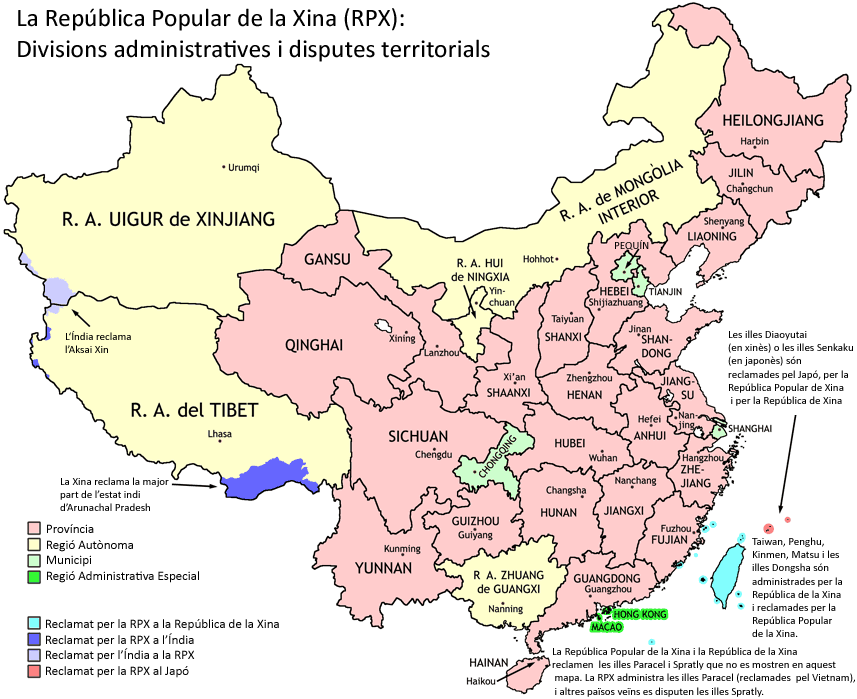
Mapa administratiu de la República Popular de la Xina

La República Popular de la Xina se subdivideix en un primer nivell en 32 entitats administratives locals: 22 províncies (23 si s'hi inclou Taiwan), cinc regions autònomes, quatre municipalitats sota administració directa del Govern central i dues regions administratives especials. La divisió administrativa més comuna és la província. Les cinc regions autònomes estan associades amb les cinc minories ètniques majoritàries en el país: els tibetans, els uigurs, els mongols, els hui i els zhuang. Les àrees metropolitanes de les ciutats de Pequín, Tianjin, Shanghai i Chongqing tenen un rang similar al provincial, constituint les anomenades municipalitats sota administració directa del Govern central.
Finalment, les antigues colònies europees de Hong Kong i Macau mantenen una gran autonomia com a regions administratives especials, conservant llur propi sistema econòmic i judicial, a més de moltes característiques pròpies d'estats independents, com la seva pròpia moneda, domini d'Internet, prefix telefònic, bandera, etc. La República Popular de la Xina també considera Taiwan com una província més, encara que en la pràctica l'illa és independent, i es troba sota la sobirania del règim de la República de la Xina, estat reconegut de manera oficial per només 24 països del món que no reconeixen a la República Popular de la Xina.
A continuació hi ha les províncies, regions autònomes, municipalitats i regions administratives especials de la República Popular Xinesa, al costat dels noms xinesos en caràcters simplificats.
Províncies
| - Anhui (安徽) - Fujian (福建) - Gansu (甘肃) - Guangdong (广东) - Guizhou (贵州) | - Hainan (海南) - Hebei (河北) - Heilongjiang (黑龙江) - Henan (河南) - Hubei (湖北) | - Hunan (湖南) - Jiangsu (江苏) - Jiangxi (江西) - Jilin (吉林) - Liaoning (辽宁) | - Qinghai (青海) - Shaanxi (陕西) - Shandong (山东) - Shanxi (山西) - Sichuan (四川) | - Taiwan* (台湾) - Yunnan (云南) - Zhejiang (浙江) |

(*) Reivindicada; independent de facto sota el règim de la República de la Xina.
Regions autònomes
| - R. A. Zhuang de Guangxi (广西壮族自治区) - R. A. de Mongòlia Interior (内蒙古自治区) | - R. A. hui de Ningxia (宁夏回族自治区) - R. A. Uigur de Xinjiang (新疆维吾尔自治区) | - R. A. del Tibet (西藏自治区) |

Municipalitats
| - Municipalitat de Pekín (北京市) - Municipalitat de Chongqing (重庆市) | - Municipalitat de Shanghai (上海市) - Municipalitat de Tianjin (天津市) |

Regions Administratives Especials
| - R. A. E. de Hong Kong (香港特别行政区) | - R. A. E. de Macau (澳门特别行政区) |

### Drets humans
Tot i que els controls econòmics i socials s'han flexibilitat des de la dècada de 1960, les llibertats polítiques encara són molt restringides i controlades pels governs central i local. La constitució de la República Popular de la Xina declara que els "drets fonamentals" dels ciutadans inclouen la llibertat d'expressió, la llibertat de premsa, el dret a un judici just, la llibertat religiosa, el sufragi universal i el dret a la propietat. Tanmateix, aquestes provisions no són respectades per l'Estat. La censura de la llibertat d'expressió política i d'informació és rutinàriament utilitzada per silenciar les crítiques al govern i al Partit Comunista Xinès. Sense oblidar la censura d'Internet. Diversos governs estrangers i organitzacions no governamentals critiquen el govern xinès per les violacions als drets humans, incloent-hi la detenció sense judici, les confessions forçades, la tortura, el maltractament dels presoners, les restriccions a la llibertat d'expressió, la llibertat d'associació, la llibertat religiosa, la llibertat de premsa, i les violacions als drets laborals. La República Popular de la Xina és capdavantera en l'aplicació de la pena capital, amb el 90% de totes les execucions realitzades el 2004. El govern xinès argumenta que la noció dels drets humans ha de prendre a compte el nivell de desenvolupament econòmic del país, i que hom s'ha d'enfocar més en els drets a la subsistència i al desenvolupament de les regions pobres.

## Economia

Producte interior brut nominal de 1952 al 2012

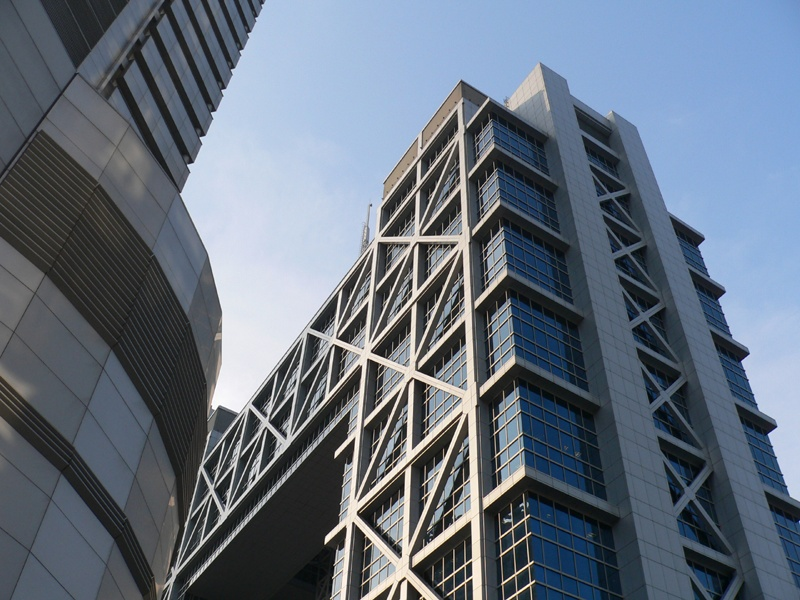
Casa de borsa de Shanghai

Des de finals de 1978, el lideratge xinès ha començat a reformar l'economia xinesa, d'una economia planificada centralment, a l'estil soviètic, a una economia, encara planificada centralment i sota el control rígid de l'Estat, però més orientada al mercat. Van reemplaçar l'agricultura col·lectiva amb la privatització de les terres, van augmentar la responsabilitat de les autoritats locals i els administradors industrials, van permetre que un gran nombre de petites empreses es creessin i creixessin i van promoure la inversió estrangera. Els controls dels preus es van flexibilitzar. Com a resultat el producte interior brut, s'ha sextuplicat des de 1978.
El govern s'ha enfocat en el comerç internacional com a vehicle de creixement, i ha creat cinc zones econòmiques especials: Shenzhen, Zhuhai, Shantou, Xiamen i Hainan, dins les quals s'han flexibilitzat les lleis d'inversió per a atreure el capital estranger. Des de la dècada de 1990, aquestes zones econòmiques especials s'han expandit per incloure les ciutats principals de l'Estat, incloent-hi Shanghai i Pequín.
La Xina s'ha beneficiat d'una mà d'obra molt barata, i una taxa de canvi fixa del iuan xinès desfavorable, en estar sobrevalorada amb relació a l'euro i al dòlar dels Estats Units. El 21 de juliol, 2005, el Banc Popular de la Xina va anunciar que crearia una banda de flotació del 0,5% respecte al dòlar i de 0,3% respecte a les altres monedes. A causa de la sobrevaloració del iuan i alhora les restriccions de les companyies estatunidenques a invertir a la Xina continental, el dèficit comercial amb els Estats Units és molt gran. Una de les preocupacions principals de la manufactura xinesa i el comerç internacional són les violacions als drets d'autor de programari i de la propietat intel·lectual.
El 2006, la renda per capita, en paritat de poder adquisitiu, va ser de 8.000 dòlars nord-americans. El percentatge de població sota el llindar de la pobresa, segons les xifres oficials, és del 10%. Tot i així hi ha una gran disparitat entre les regions costaneres i la resta de l'Estat. Per reduir aquesta disparitat, el govern ha iniciat un programa de desenvolupament de l'oest, del nord i del centre.
L'any 2015, la borsa de la Xina va tenir un gran canvi; des de principi d'any va caure molt la borsa i molta gent va perdre milions de iuans i molt poca gent va guanyar a través de les borses. Això va ser la conseqüència que les borses d'Amèrica i Europa va pujar molt. Aquest fet va passar també en principis d'any 2016.

## Geografia humana i societat

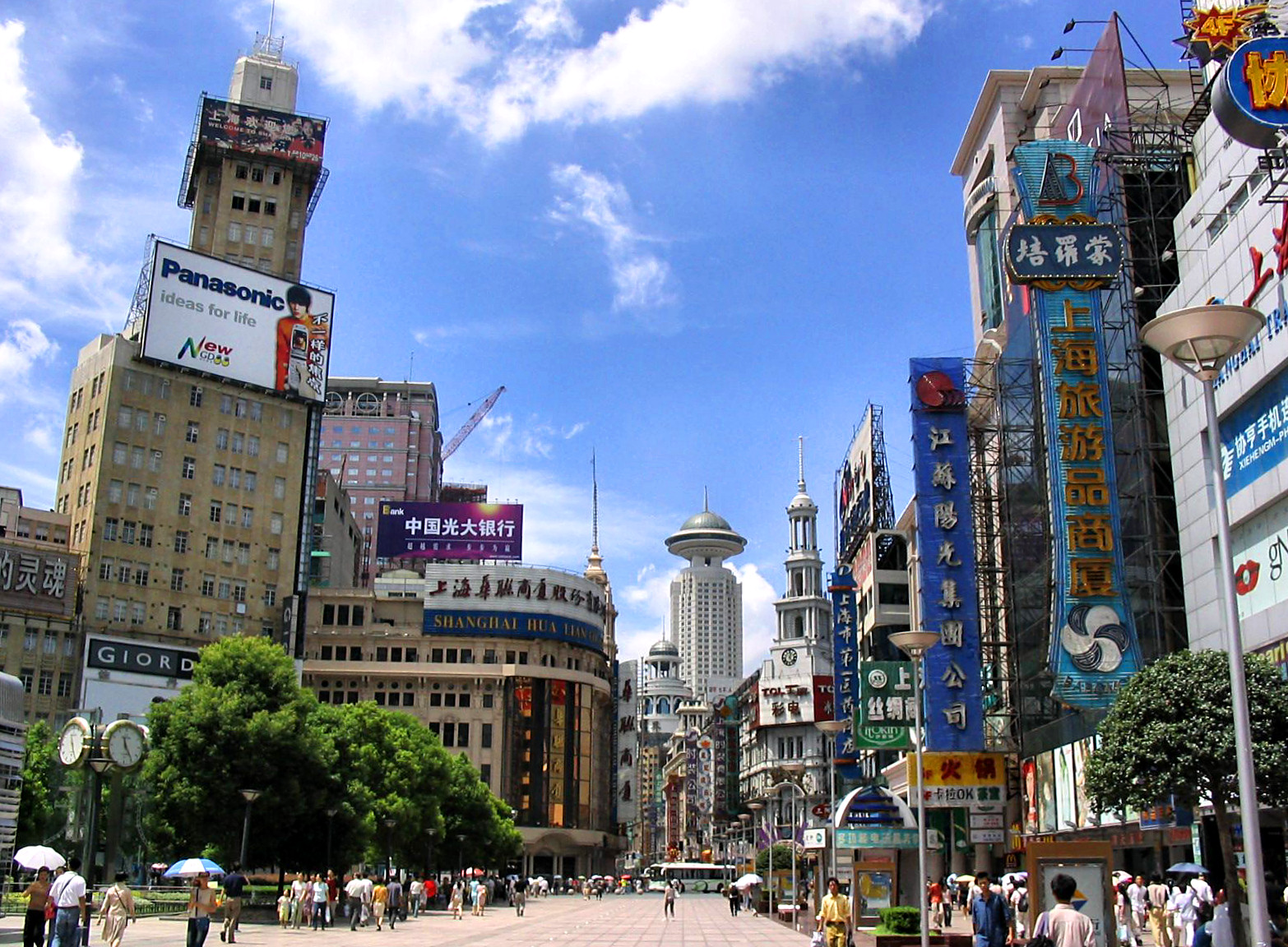
Shanghai

### Demografia i dinàmica de població
El juliol del 2008, la població de la República Popular de la Xina era de 1.333.044.605 persones; la República Popular de la Xina és l'estat més poblat del món. La densitat de població és elevada a les regions costaneres de l'est i del sud, mentre que les regions muntanyenques de l'oest són poc poblades. Prop del 20,1% de la població tenia, el 2008, menys de 14 anys, el 71,9% tenia entre 15 i 64 anys, i el 8% tenia més de 65 anys. La taxa de creixement poblacional el 2008 s'estima en 0,689%. En les últimes dècades la piràmide de població ha mostrat una disminució en el percentatge de població menor de 15 anys; des d'un 33,6% a un 20,1% el 2008. Aquesta disminució és conseqüència de les mesures de control de la població que el govern ha dut a terme, principalment la política del fill únic. A més l'Estat ha expandit el nombre de clíniques mèdiques que proveeixen informació sobre els mètodes de contracepció a preus molts baixos o gratuïts. L'avortament és legal; de fet, les dones que ja han tingut un o més fills sovint són pressionades per la societat i el govern a avortar, amb l'excepció de les minories ètniques, algunes de les quals no han de complir amb la política del fill únic. La intenció original del programa del fill únic era reduir diversos problemes demogràfics, des d'alimentaris —evitar fams— fins als socials —proveir de feina als milions de joves que s'integren al mercat laboral cada any. Tanmateix el programa del fill únic també ha tingut altres efectes, principalment una ràtio entre sexes desproporcionada, amb més homes que dones, ja que amb la nova tecnologia disponible per identificar el sexe del fetus, algunes famílies opten per avortar si esperen una nena, per assegurar el naixement d'un nen dins la família; i fins i tot, s'han reportat casos d'infanticidi. Les raons d'aquestes accions són complexes i diverses; n'hi ha de religioses — els homes són responsables de les obligacions rituals de l'adoració als ancestres — i d'econòmiques (tradicionalment els fills cuiden dels seus pares quan són vells, en especial dins un país principalment rural i amb pocs recursos de benestar social).

### Etnografia

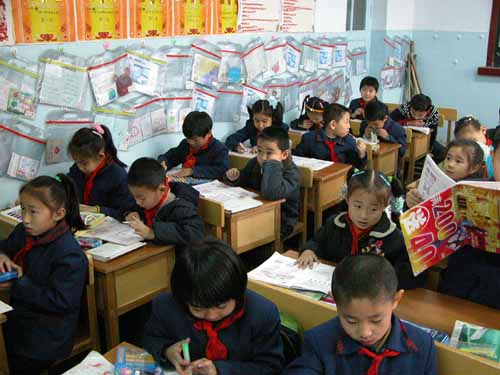
Escola pública de Xinjiang

La República Popular de la Xina és un Estat multinacional, integrat per un gran nombre de grups ètnics i lingüístics. Els hans són el grup més nombrós —representen el 91,5% de la població total— i superen, en nombre, les poblacions de les nacionalitats minoritàries a totes les províncies i regions autònomes llevat del Tibet i Xinjiang. A més dels hans, el govern reconeix 55 altres grups ètnics, que viuen en tres-cinquenes parts del territori xinès. Les minories més nombroses són els zhuang (16 milions), els manxús (10 milions), els hui (9 milions), els hmong (8 milions), els uigurs (10 milions), els yi (7 milions), els tujia (6 milions) els mongols (5 milions) els tibetans (5 milions), els buyei (3 milions) i els coreans (2 milions). Les regions on les minories nacionals són nombroses han rebut un grau o semblança nominal d'autonomia.
Històricament els hans xinesos han estès llur territori per mitjà de la colonització dels territoris adjacents, assimilant els altres pobles, aïllant-los o eliminant-los. El govern xinès ha continuat amb aquest procés, encoratjant l'assentament dels hans a les regions dels pobles minoritàries, per tal de donar-los lideratge i assegurar-hi l'administració de govern. Fins i tot, el govern xinès va prendre el territoris del pobles minoritaris, assignant-los a una altra província veïna; tal és el cas dels tibetans, que en l'actualitat no només viuen a la regió autònoma del Tibet, ans també a les províncies limítrofes de Sichuan, Qinghai, Gansu i Yunnan. Tot i així, el govern xinès sovint fa notar els avanços econòmics, educatius dels pobles minoritaris, i també de les activitats de promoció de llurs llengües i cultures nacionals. La constitució del 1982 garanteix la protecció de les minories nacionals i el desenvolupament de llurs cultures; tanmateix, l'assimilació cultural ha prevalgut. Les tres regions que més s'han resistit a l'assimilació cultural són el Tibet, la Mongòlia Interior i el Turquestan Oriental (Xinjiang Uigur), per la qual cosa el govern ha dut a terme accions greus de repressió.

### Llengües
Vegeu també: Escriptura xinesa
La llengua oficial de tot l'Estat és el xinès, en concret el xinès mandarí (putonghua, el mandarí estàndard parlat a Pequín), parlat pel 70% de la població. Tot i així, hi ha diversos dialectes que, en el seu conjunt, són parlats pel 90% de la població de la República. Aquests dialectes que, com el mandarí, són tonals, són generalment mútuament inintel·ligibles, però comparteixen el mateix tipus d'escriptura. A més del xinès mandarí i els seus dialectes, hi ha altres grups dialectals xinesos: els dialectes wu, els dialectes yue (com el cantonès), i els dialectes hakka. Altres llengües que s'hi parlen són el mongol, el tibetà, el miao, el yi, l'uigur i el kazakh. El govern xinès promou el desenvolupament de l'escriptura per a les llengües minoritàries que no en tenien cap fent ús del pinyin, el sistema oficial de transcripció fonètica del xinès.
Tot i que el xinès mandarí és la llengua oficial de l'Estat, també hi ha llengües regionals cooficials, com ara el cantonès a Hong Kong i Macau, l'anglès a Hong Kong, el portuguès a Macau, el zhuang a Guangxi, l'uyghur a Xinjiang, el mongol a la Mongòlia Interior, el tibetà al Tibet, etc.

### Religió

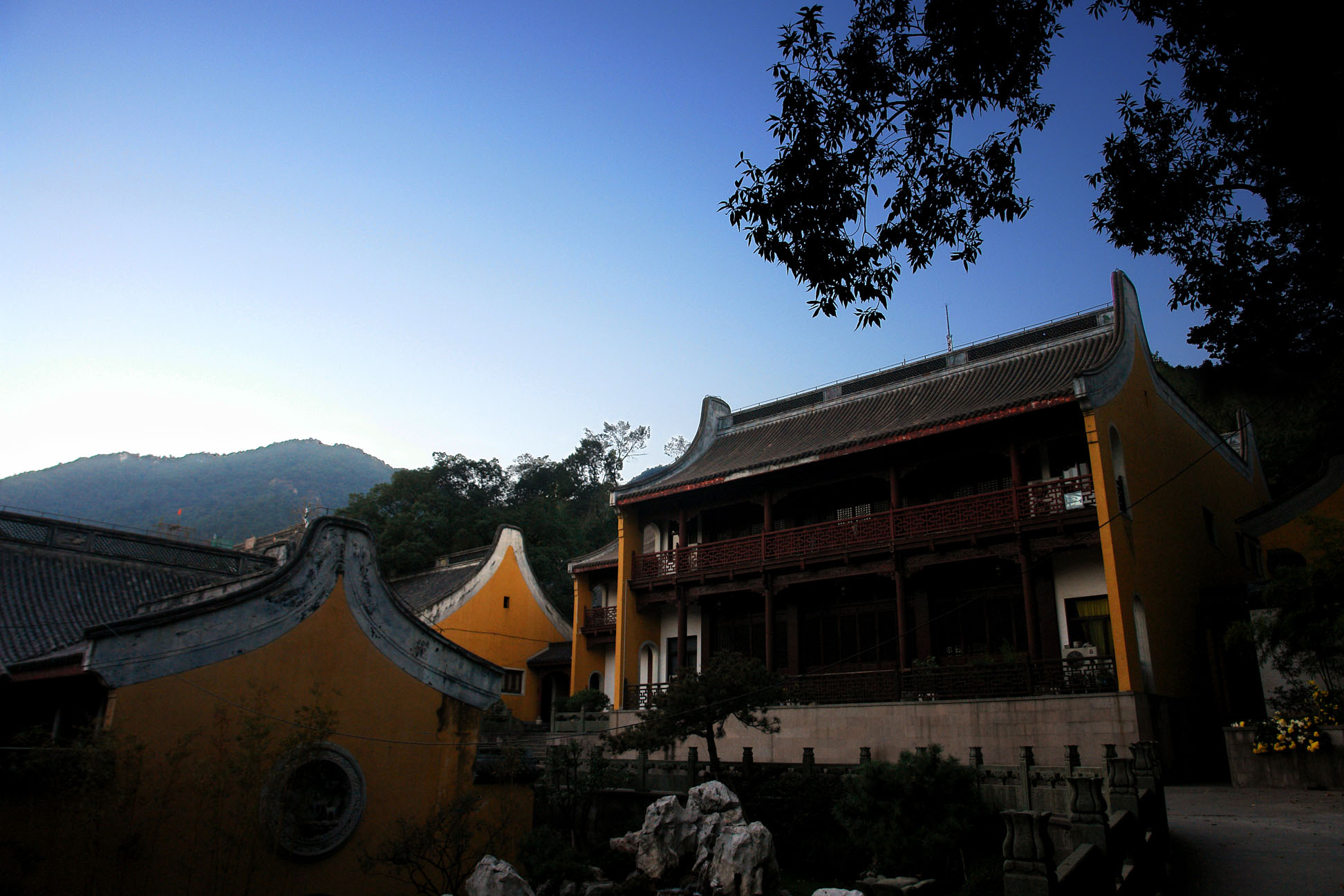
Monestir budista a Hangzhou, Zhejiang

Tot i que l'Estat és oficialment ateu, segons les doctrines bàsiques del marxisme, l'Estat permet als ciutadans un grau limitat de llibertat religiosa. Tanmateix, l'Estat és tolerant només amb aquelles organitzacions religioses amb aprovació oficial i no pas amb les altres religions, les quals han de practicar-se d'amagat, com ara l'Església de casa. No hi ha xifres exactes sobre l'afiliació religiosa, ja que no n'hi ha cap d'oficial. Tot i així, el consens general és que la pràctica religiosa ha augmentat els últims vint anys El 2007 s'estimava que a prop de 300 milions de persones, o el 23% de la població xinesa, tenen alguna creença o afiliació religiosa, xifra que contrasta amb l'oficial de 100 milions. La majoria afirma que el budisme, el taoisme i les religions tradicionals xineses, són les creences dominants. El mahayana (大乘, Dacheng) i els seus subgrups d'amidisme, tantai i chan són les denominacions més practicades del budisme. Altres formes, com ara la theravada i el budisme tibetà són practicades principalment per les minories ètniques. S'estima que entre 660 i 1.000 milions de xinesos són budistes, dels quals 400 milions són taoistes. Tot i així aquestes xifres poden ser inexactes, atesa l'ambigüitat entre el que es considera un budista practicant i un individu que només en segueix la filosofia sense creure en l'existència de cap divinitat.
A més de les religions tradicionals, hi ha un gran i creixent nombre d'adherents al cristianisme i a l'islam. Ambdues religions van ser introduïdes a la Xina durant el període de la dinastia Tang, el segle VII. La primera forma del cristianisme a arribar a la Xina va ser el nestorianisme, el 635 dC. Els missioners catòlics franciscans hi van arribar el segle xiii; els jesuïtes el segle xvi; i el protestantisme el segle xix. El cristianisme és la religió que ha experimentat el creixement més ràpid durant l'últim segle, i s'estima que n'hi ha, de cristians, entre 40 i fins i tot 150 milions, tot i que segons les xifres oficials només n'hi ha 16 milions. Per altra banda, les xifres oficials indiquen que hi ha prop de 20 milions de musulmans a la Xina. Aquesta xifra es basa en la població total de les nacionalitats tradicionalment musulmanes. El cens del 2000 reportà que 20,3 milions de persones pertanyien a les nacionalitats musulmanes de la Xina, dels quals el 96% eren hui (9,8 milions), uyghur (8,4 milions) i kazakhs (1,25 milions).
La popularitat del nou moviment religiós anomenat Falun Gong durant els anys noranta va provocar que el govern en prohibís la pràctica el juliol de 1999. Diverses ONG han reportat abusos dels drets humans de membres de la religió, incloent-hi empresonament, treball forçat i tortura. El grup és una de les veus opositores al govern.

## Cultura i lleure

### Les arts i la cultura tradicional xinesa

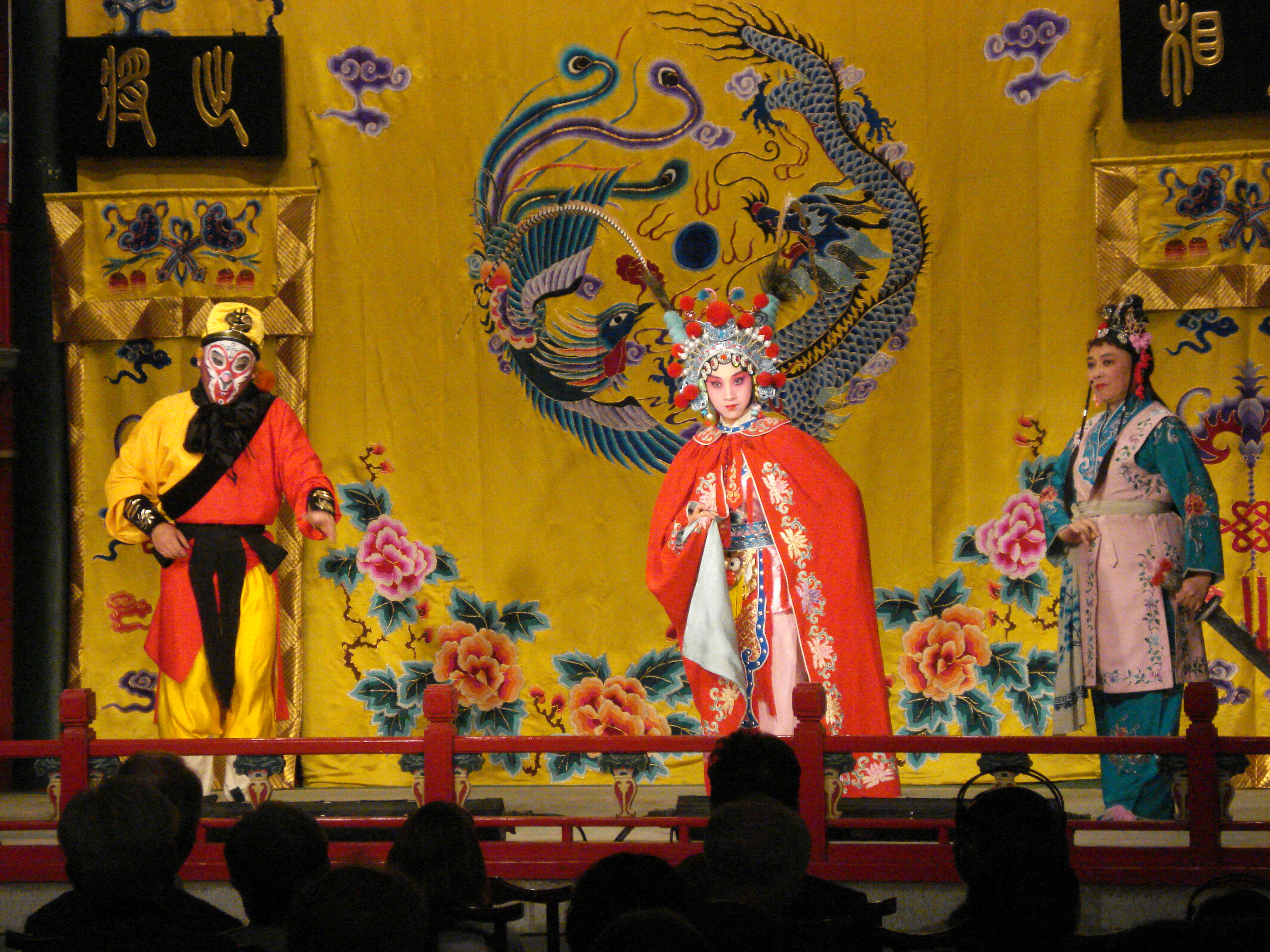
Òpera xinesa

La Xina ha estat un dels bressols més importants de la cultura i la civilització mundial. La seva cultura es destaca per la seva durada, la seva diversitat i la influència que ha tingut en altres cultures asiàtiques veïnes. Un dels elements més importants de la identitat cultural xinesa és la llengua escrita, en especial la cal·ligrafia i la pintura literària, emfatizats en els exàmens imperials antics. A causa d'aquesta èmfasi, la percepció general era que aquestes dues eren formes artístiques més elevades que no pas la dansa o el teatre. El primer llibre imprès de la Xina fou el Jingangjing (Sutra del Diamant), del 868. La impremta va permetre el desenvolupament de la cultura xinesa i alhora la propagació de noves idees, i va ser utilitzada pel govern que controlava i aprovava els texts.
Els valors tradicionals xinesos es van derivar de les diverses versions del confucianisme i el conservadorisme. Diverses escoles de pensament autoritàries i racionals també han estat influents, com ara el legalisme. Hi ha hagut conflictes entre les filosofies, com ara el neoconfucianisme individualista de la dinastia de Song, que proposava que el legalisme s'havia apartat de l'esperit original del confucianisme. Els exàmens i la meritocràcia encara són característiques valorades en la cultura xinesa actual. En anys recents, el neoconfucianisme ha proposat que els ideals democràtics i els drets humans són compatibles amb els "valors asiàtics" tradicionals.
A partir del segle xx, a causa dels canvis polítics i revolucionaris de la Xina, molts xinesos van qüestionar el valor de l'herència cultural de llur país. Mao Zedong, fundador de la República Popular de la Xina, va establir que el deure de les arts és subordinar llur expressió a les necessitats de la lluita de classes i la construcció del socialisme. Els primers líders de la república eren influïts pel Moviment del Quatre de Maig i els ideals reformistes, que volien canviar alguns dels aspectes tradicionals de la cultura xinesa com ara la propietat de la terra, el sexisme i l'educació basada en el confucianisme, però volien preservar-ne d'altres, com ara l'estructura familiar i l'obediència a l'Estat. Des de la dècada de 1970 i l'obertura gradual de l'economia, les arts han tingut major llibertat, tot i que la influència del govern encara és notable. En l'actualitat el govern xinès ha acceptat diverses expressions culturals tradicionals xineses com a part integral de la societat en considerar-les un gran assoliment de la civilització xinesa, vitals per a la identitat nacional.

### Esports
La Xina ha estat una cultura que ha promogut els esports des de l'antiguitat. De fet, hi ha proves de la pràctica d'un esport similar al futbol a la Xina en temps antics. Alguns esports tradicionals són les competicions del vaixell-dragó (龙舟) durant el Festival del Vaixell-Dragó. A la Mongòlia Interior es practica la lluita mongola. Al Tibet, el tir amb arc i l'hípica són part dels festivals tradicionals. Les arts marcials també són populars, i també el qigong, el xiangqi, el tai-txi i el weiqi.
Actualment, el futbol és un esport popular, i també el tennis de taula, el bàdminton i el bàsquet. Pequín va ser seu dels Jocs Olímpics d'Estiu del 2008.

## Història
Vegeu l'article Història de la Xina per a la història de la Xina anterior a la República Popular.
Després de la Segona Guerra Mundial, la guerra civil xinesa entre els comunistes i el Guomindang va acabar el 1949 amb el control de la Xina continental pels comunistes i de Taiwan i altres illes petites de Fujian pel Guomindang. L'1 d'octubre de 1949, Mao Zedong va declarar la República Popular de la Xina, i va establir un estat socialista.
Els partidaris de l'era maoista declaren que sota Mao, la unitat i la sobirania xineses van ser assegurades per primera vegada després d'un segle, i es va assolir el desenvolupament de la infraestructura, la indústria, el servei de sanitat i l'educació, les quals van elevar la qualitat de vida del xinès mitjà. També creuen que les campanyes, com el "Gran Salt Endavant" i la "Revolució Cultural" van ser essencials per a arrancar el desenvolupament de la Xina i la purificació de la seva cultura. Els partidaris també dubten de les estadístiques de les morts i els danys de les campanyes de Mao.
Els crítics del règim asseguren que l'administració de Mao va imposar controls estrictes sobre les activitats diàries i creuen que les campanyes del Gran Salt Endavant i la Revolució Cultural van produir milions de morts, van incórrer en severs costos econòmics i va malmetre l'herència cultural xinesa. El Gran Salt endavant va precedir la massiva fam a la Xina en què, d'acord amb algunes fonts creïbles, van morir entre 20 i 30 milions de persones.
Després dels dramàtics fracassos econòmics dels primers anys de la dècada de 1960, Mao va renunciar a la seva posició com a president de la República Popular. El Congrés Popular Nacional va elegir Liu Shaoqi com a successor de Mao. Mao va romandre com a cap del partit, però, a poc a poc va perdre l'administració dels afers econòmics, els quals serien controlats per un lideratge moderat sota la influència dominant de Liu Shaoqi, Deng Xiaoping i altres que van iniciar reformes econòmiques.
El descobriment d'una carretera construïda per la Xina a Aksai Chin que uneix les províncies del Tibet i Xinjiang, passant pel poble de Tianshuihai, el major del territori reclamat per Índia, amb 1.600 habitants fou una de les principals raons de la guerra sino-índia de 1962 que va tenir lloc a la frontera de l'Índia amb la Xina a l'est de Bhutan i a Aksai Chin, a l'oest del Nepal, però l'Índia va ser derrotada i des d'aleshores Nehru realitzà una política de bons veïnats.
El 1966, Mao va iniciar la Revolució Cultural, la qual és vista pels seus opositors (occidentals i xinesos) com un cop contra els seus rivals, aconseguint el suport dels joves del país i purgant el govern del lideratge moderat. Els seus partidaris afirmen que va ser un experiment de la democràcia directa, un intent genuí per purgar la societat xinesa de la corrupció i d'altres influències negatives. Però, després d'un període de desordre, les forces moderades sota el lideratge de Zhou Enlai gradualment van guanyar influència.
Després de la mort de Mao, Deng Xiaoping, considerat el líder dels reformistes de l'economia, va guanyar la lluita pel poder a la vídua de Mao, Jiang Qing, i els seus associats, els quals havien pres el control del país, que van ser arrestats i sotmesos a judici. A partir de llavors, el govern ha afluixat gradualment el control governamental sobre les activitats personals, i ha començat a dur a terme una transició d'una economia planejada a una economia mixta. Els partidaris de les reformes econòmiques han ressaltat el ràpid desenvolupament dels sectors de consum i de les exportacions, la creació d'una classe mitjana urbana, que avui dia constitueix el 15% de la població, una millor qualitat de vida (la qual cosa es veu en l'increment del PIB per capita, les despeses dels consumidors, l'esperança de vida, l'alfabetisme, i la producció total de grans), i també més llibertats i drets individuals, encara que aquests assoliments són recents. Els crítics asseguren que les reformes han causat disparitats en la riquesa, han provocat una severa contaminació ambiental i corrupció i han elevat la taxa d'atur.
Malgrat les concessions a favor del capitalisme, el Partit Comunista de la Xina roman en el poder i manté polítiques repressives en contra dels grups que considera que són amenaces, com ara el Falun Gong, i el moviment separatista del Tibet. Els partidaris d'aquestes polítiques, per contra, asseguren que estan conservant l'estabilitat de la societat, mentre que els opositors les consideren una violació de les normes dels drets humans que la comunitat internacional reconeix.
El 1989, la mort de l'oficial reformista Hu Yaoban va produir les protestes de la plaça de Tiananmen el mateix any, durant la qual diverses persones, entre ells estudiants, van demanar reformes democràtiques i més llibertat. Les protestes van acabar el 3 de juny, data en què les tropes de l'Exèrcit Popular d'Alliberació va entrar a la plaça matant milers de persones. L'esdeveniment va ser condemnat arreu del món i es van aplicar sancions contra el govern del PCX.
Durant la dècada del 2010 el país presentava un creixement econòmic paral·lel als danys del medi ambient, amb ciutats amb pol·lució atmosfèrica crònica. El 2015 hi van ocórrer quatre desastres importants: una estampida humana a Xangai la nit de cap d'any, el bolcament d'un creuer al riu Iang-Tsé, una explosió massiva a un magatzem de productes químics a Tianjin i el despreniment d'un muntó d'enderrocs i terra excavada al parc industrial de Shenzen. Aquests desastres van ocórrer per negligència.
El 2016 llançaren a l'espai el primer satèl·lit per a ús comunicatiu que empra tecnologies quàntiques. El 2017 establiren la "primera xarxa comercial de comunicacions".
Una notícia del 2018 posà en evidència el mal estat del sistema de sanitat del país, en el qual els hospitals es troben massificats i on la gent a la cua paga perquè se'ls avanci en les cues per a ser atesos.